# Friedrich von Stockau
Friedrich von Stockau (28. ledna 1832 Napajedla – 6. prosince 1884 Napajedla) byl rakouský šlechtic z rodu moravských hrabat ze Stockau, politik, v 2. polovině 19. století poslanec Říšské rady.

## Biografie
Patřil do šlechtického rodu hrabat ze Stockau. Jeho otcem byl Jiří Adolf hrabě ze Stockau (německy Georg Adolf Graf von Stockau) (1806–1865), jemuž byl roku 1816 se zpětnou datací do roku 1812 udělen rakouský hraběcí stav. V roce 1860 byl členem Rozmnožené Říšské rady. Bratr Georg von Stockau byl rovněž politicky aktivní. Sestra Sophie von Stockau měla za manžela bána Josipa Jelačiće, po jehož smrti se provdala za českého šlechtice Adolfa Dubského z Třebomyslic. Manželem další sestry M. Therese von Stockau byl Alfred von Strachwitz. Manželkou Friedricha von Stockau byla Matylda Chorynská z Ledské. Jejich dcera Maria Theresia von Stockau se provdala za odborníka na chov koní a pozdějšího politika Aristidese Baltazziho.
Friedrich von Stockau měl titul hraběte. Patřilo mu panství Napajedla. Jako nejstarší syn převzal napajedelské panství roku 1865 po smrti otce. Byl znám jako zdatný hospodář. V roce 1873 ho ale ekonomicky poškodil burzovní krach.
V zemských volbách v březnu 1867 byl zvolen na Moravský zemský sněm za kurii velkostatkářskou, II. sbor. Mandát obhájil v zemských volbách v roce 1870 a v zemských volbách roku 1871. Do sněmu se vrátil ještě roku 1880. Zvolen byl 5. června 1880. Zemský sněm ho roku 1868 zvolil i do celostátního parlamentu, Říšské rady (tehdy ještě nepřímo volené zemskými sněmy). 17. října 1868 složil slib. Do vídeňského parlamentu ho zemský sněm delegoval ještě roku 1871. Patřil centralistické a provídeňské Straně ústavověrného velkostatku.
Zemřel v prosinci 1884.